# Limburgi egyházmegye

A limburgi egyházmegye logója

A Limburgi egyházmegye (latinul: Ddioecesis Limburgensis, németül: Bistum Limburg) egy németországi római katolikus egyházmegye Hessen és Rajna-vidék-Pfalz területén.
Az egyházmegye a kölni érsek alá tartozik, jelenlegi püspöke Georg Bätzing. Székesegyháza a limburgi  Szent György-katedrális. Legnagyobb temploma a frankfurti Szent Bertalan-dóm, mely évszázadokig szolgált a német-római császárok koronázó templomaként.

## Története

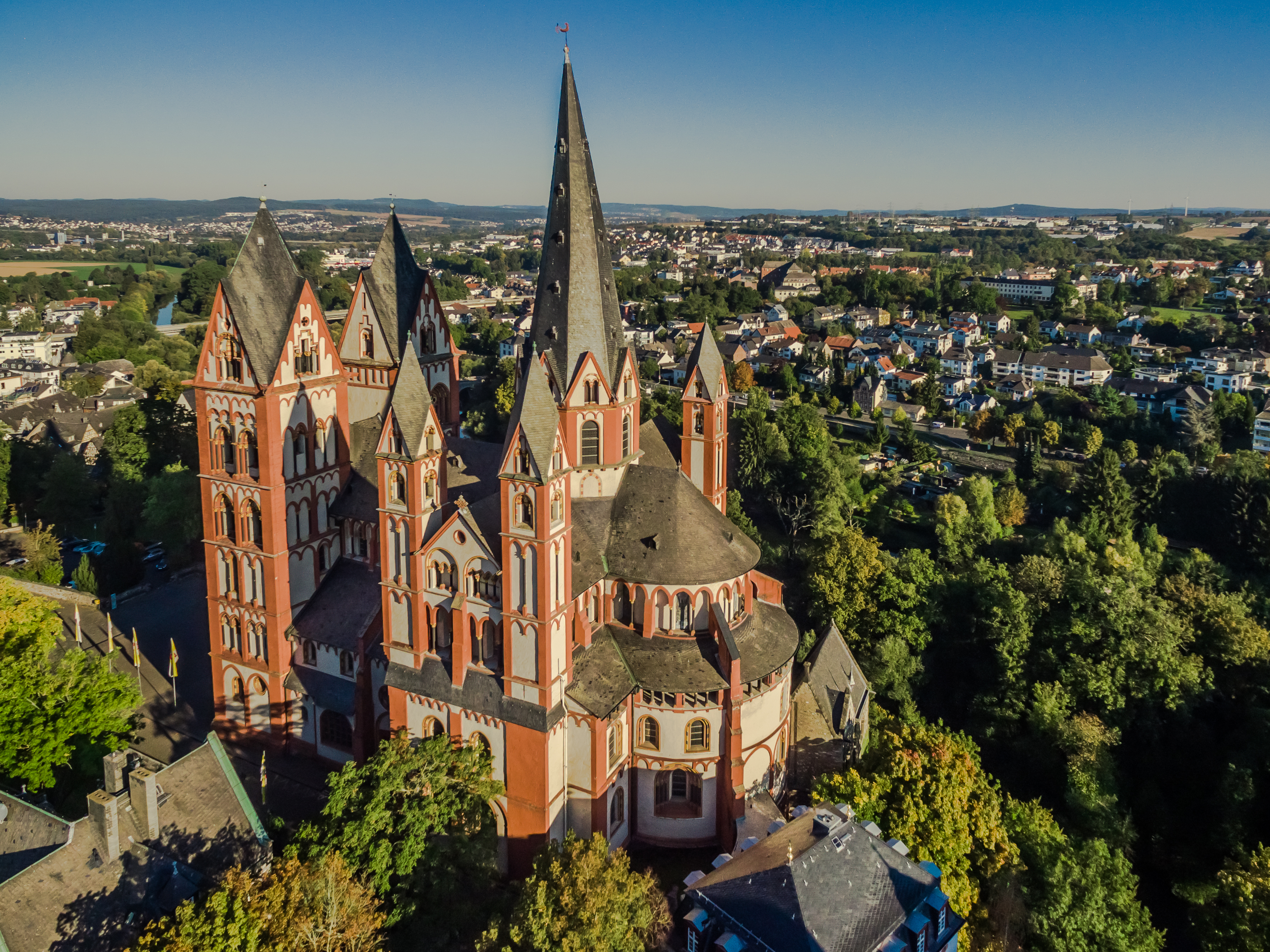
A limburgi dóm

Az egyházmegye története a 19. század elejéig nyúlik vissza. VII. Piusz pápa 1821-ben De salute animarum kezdetű bullájával rendezte az egykori Német-római Birodalom területén lévő egyházmegyék sorsát. Ennek értelmében került sor a Limburgi egyházmegye felállítására, melyet ekkor a Freiburgi főegyházmegye alá rendeltek. Az új egyházmegye a Nassaui Hercegség és Frankfurt szabad város püspökségeként működött, területét a Mainzi és a Trieri egyházmegyétől kapta. Limburg első püspöke, Jakob Brand 1827. augusztus 17-én foglalta el székét, ezért gyakran e dátumot tekintik az alapítás idejének. 1929-től a Kölni főegyházmegye szuffragáneusa.
1969-ben Wilhelm Kempf püspök vezeti be az ún. „szinódusi út” rendszerét (synodale Weg), mellyel a laikusokat igyekezett bevonni az egyházmegye kormányzásába. Ennek köszönhetően a hívők a Limburgi egyházmegyében — választott képviselőik útján — példátlan mértékben vehetnek részt az egyházmegyei döntéshozatalban ma is. A 20. század közepétől folyamatos problémát jelent a hívők számának csökkenése, ami miatt már több templomot is bezártak.

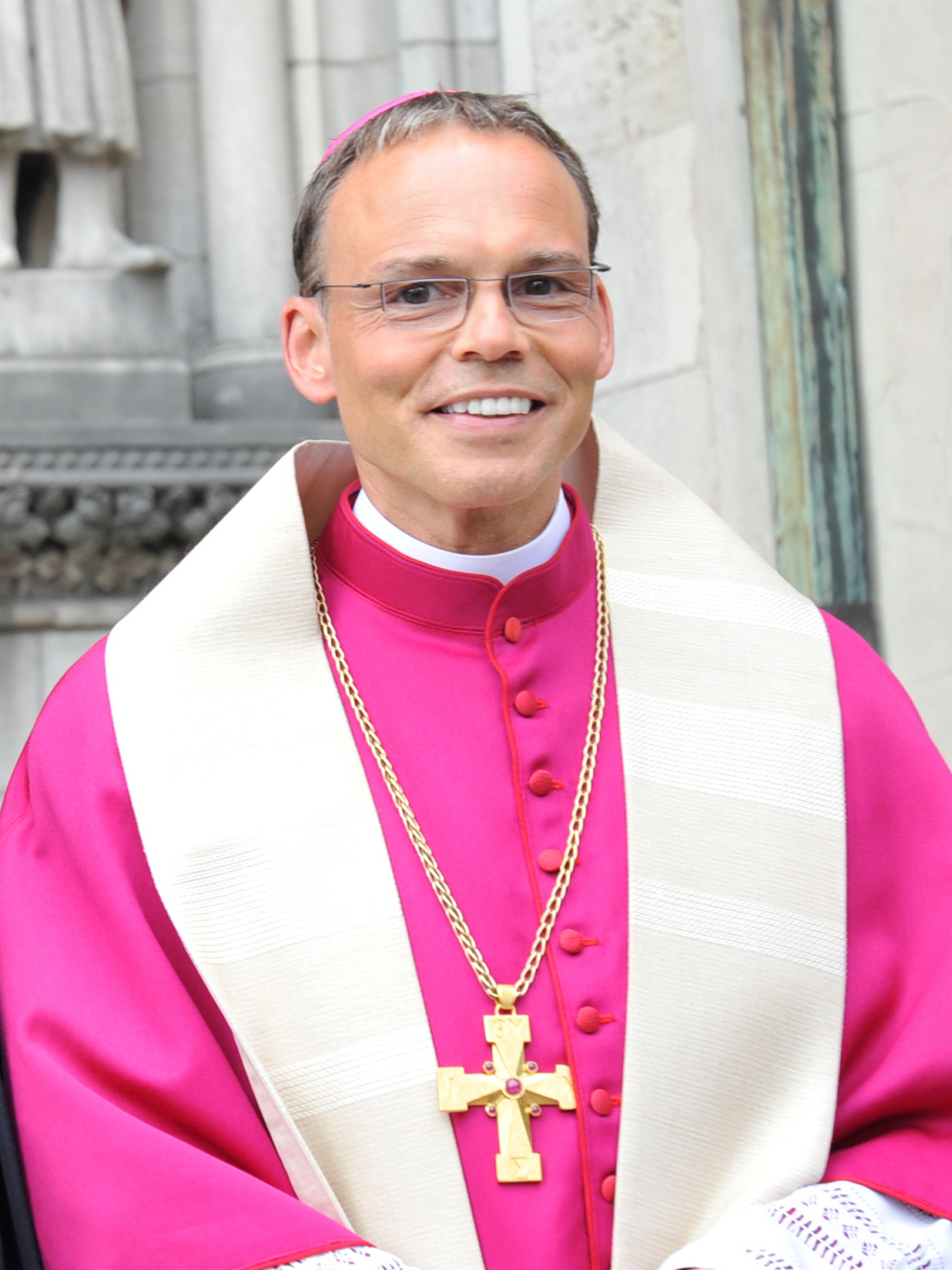
Franz-Peter Tebartz-van Elst

2007. november 28-án nevezte ki XVI. Benedek pápa a székeskáptalan választását megerősítve Franz-Peter Tebartz-van Elst münsteri segédpüspököt az egyházmegye új püspökének. Tebartz-van Elst pár éven belül több botrányba is belekeveredett. Egy szegényeket támogató indiai programra első osztályon utazott, amivel rögtön a sajtó kereszttüzébe került, különösen, miután egy rendőrségi nyomozásban tett nyilatkozatában ezt letagadta. Ennél is nagyobb visszhangja volt az új egyházmegyei központ kiépítése körül kialakult helyzetek, melyet még Tebartz-van Elst elődje kezdett építtetni. Az építkezés a püspök saját lakosztályán és kápolnáján túl magába foglalt vendég lakosztályokat, irodákat, konferencia központot, valamint jelentős régészeti és műemlékvédelmi munkák elvégzését is, tervezett költsége Tebartz-van Elst hivatalba lépésekor 5,5 millió euró volt. 2013-ra, a komplexum átadására ez az összeg a hivatalos adatok szerint már közel 10 millió euróra emelkedett. A felmerült visszásságok miatt a német püspöki konferencia valamint a Szentszék is vizsgálatot indított. A vizsgálatok során kiderült, hogy a teljes költség ennek több mint háromszorosára, 31 millió euróra nőtt. Ezt követően Ferenc pápa Rómába rendelte a püspököt, aki nem ismerte el bűnösségét. Azzal védekezett, hogy a döntéseket helynöke, Franz Kaspar hozta, ő maga pedig „sem pénzügyi- sem építészeti szakember”. Az újabb vizsgálatok idejére a pápa felfüggesztette hivatalából. Tebartz-van Elst végül benyújtotta lemondását, melyet 2014. március 26-án a pápa elfogadott.  Mindezek jelentős mértékben megtörték a katolikus egyház iránti bizalmat nem csak az egyházmegyében, hanem egész Németországban, melyet jól jelez az egyházból kilépők számának megugrása. 2016. szeptember 26-a óta Georg Bätzing az egyházmegye főpásztora.

## Egyházszervezet
A Limburgi egyházmegye Hessen északi, északnyugati és Rajna-vidék-Pfalz északkeleti részén, 6 182 km2-en fekszik. Területén közel 625 000 hívő él, mely a lakosság mintegy 26%-a. 11 espereskerületben 135 plébánia működik.

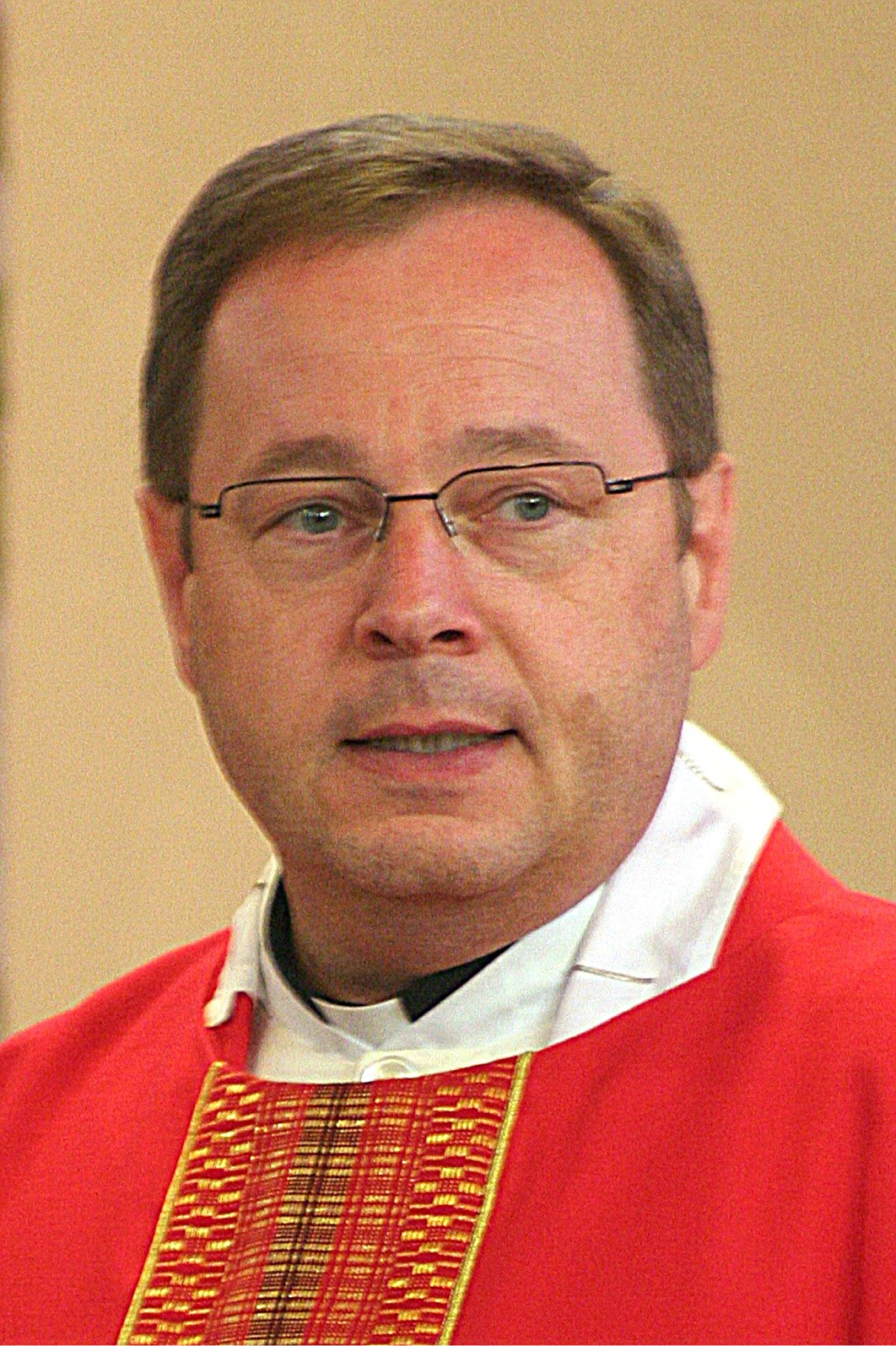
Georg Bätzing

## Az egyházmegye püspökei
- Jakob Brand (1827 - 1823)
- Johann Wilhelm Bausch (1834 - 1840)
- Peter Joseph Blum (1842 - 1884)
- Johannes Christian Roos (1885 - 1886)
- Karl Klein (1886 - 1898)
- Dominikus (Martin Karl) Willi, O. Cist. (1898 - 1913)
- Augustinus Kilian (1913 - 1930)
- Antonius Hilfrich (1930 - 1947)
- Ferdinand Dirichs (1947 - 1948)
- Wilhelm Kempf (1949 - 1981)
- Franz Kamphaus (1982 - 2007)
- Franz-Peter Tebartz-van Elst (2007 - 2014)
- Manfred Grothe (2014 - 2016), apostoli kormányzó
- Georg Bätzing (2016 - )

## Szomszédos egyházmegyék
- Trieri egyházmegye (délnyugat)
- Kölni főegyházmegye (északnyugat)
- Paderborni főegyházmegye (észak)
- Fuldai egyházmegye (kelet)
- Mainzi egyházmegye (délkelet)